# Зупчасти пренос
Зупчасти пренос (зупчанички пренос) је пренос механичке енергије између машина и уређаја уз помоћ зупчаника, и један је од врста механичког преноса. 
Пренос се остварује непосредним додиром назубљених точкова који ротирају.
Зупчасти пренос се обично користи за пренос снаге и обртног момента између вратила која су на малом размаку.

## Подјела зупчаника по облику
- цилиндрични
- конични
- хиперболоидни

## Подјела зупчаника по облику зубаца
- прави зупци
- коси зупци
- стреласти зупци
- криви зупци

## Подјела зупчаника по страни озубљења
- са спољним озубљењем (зупци на ободу)
- са унутрашњим озубљењем

## Илустрације
- Зупчаник са унутрашњим зупцима.
- Хеликоидални зупци.
- Зупчаници са нагнутим горњим дијелом (конични зупчаници).
- Зупчаник са чеоним зупцима.
- Пужни пренос.
- Зупчаник и зупчаста летва.
- Зупчаници од дрвета.

## Предности зупчаника
- високо дозвољено оптерећење
- мало проклизавање
- дуг вијек трајања

## Недостаци зупчаника
- Потребно подмазивање
- Сложена конструкција зуба
- Блокирање преноса ако зуби буду превише близу један другом